# Sonnenfinsternis vom 19. März 2007
Die partielle Sonnenfinsternis vom 19. März 2007 war die erste von zwei partiellen Sonnenfinsternissen im Jahre 2007. Sie ereignete sich nach einem aufsteigenden Mondknoten und erreichte ihre höchsten Bedeckungsgrade im Ural und in dünnbesiedelten Gegenden wie Sibirien, der Mongolei und Westchina. Zwar wurden auch dichtbesiedelten Regionen wie Ostchina, Korea und Indien erfasst, aber mit erheblich kleineren Bedeckungsgraden. In einem Teil von Japan nur konnte beobachtet werden, wie der Mond eben noch über den oberen Rand der Sonnenscheibe streifte.